# Пирес, Джон
Джон Алекса́ндер Пи́рес Арау́хо (исп. Jhon Alexander Pírez Araujo; 20 февраля 1993, Монтевидео, Уругвай), более известный как Джон Пирес — уругвайский футболист, нападающий. Воспитанник «Дефенсор Спортинга» и футбольной Академии «Челси».

## Клубная карьера
Джон Пирес начал свою карьеру в 11 лет в юношеских командах клуба «Дефенсор Спортинг». 4 августа 2008 года он согласился присоединиться к футбольной Академии «Челси». Он отлично себя проявил в товарищеских матчах с молодёжной командой «Челси», что стало причиной подписания контракта с ним. Однако, в связи с правилами ФИФА, по которым игрок не может играть в другой стране до достижения совершеннолетия, то есть 18 лет, он вернулся в «Дефенсор Спортинг» на правах аренды.
Летом 2010 года Пирес был повышен до первой команды в роли защитника, но из-за аппендицита, он пропустил половину сезона. 5 февраля 2011 года Джон впервые дебютировал на профессиональном уровне против «Ривер Плейт», выйдя на замену на 76-й минуте вместо Давида Тешейры и забил свой первый мяч на 91-й минуте. Матч завершился победой со счётом 4:1. Второй раз он вышел в основном составе 17 апреля, в матче против «Феникса», который закончился победой 1:0. В мае Джон получил травму колена и выбыл из сроя, затем вернулся в «Челси».
9 июля 2012 года Пирес был отдан в аренду испанскому «Сабаделю» до конца августа. После аренды в «Сабаделе», он был сразу же отдан в долгосрочную аренду «Леганесу» до конца сезона 2012/13.
В 2015 году вернулся в «Дефенсор Спортинг».
18 декабря 2017 года Пирес подписал контракт с американским клубом «Талса Рафнекс» из ЮСЛ на сезон 2018. За «Рафнекс» дебютировал 17 марта 2018 года в матче стартового тура сезона против «Оклахома-Сити Энерджи». 16 мая 2018 года в матче Открытого кубка США против «Уичиты» забил свои первые голы за «Рафнекс», оформив дубль. Свой первый гол в ЮСЛ забил 27 июня 2018 года в матче против «Лос-Анджелес Гэлакси II».
Джон представлял свою страну в сборных до 16, 17 и 20 лет. В сборной до 17 лет участвовал в чемпионате Южной Америки до 17 лет в 2009 году и занял 3-е место. В 2011 году участвовал в чемпионате Южной Америки среди молодёжных команд где стал серебряным призёром.

## Статистика выступлений
| Выступление       | Выступление      | Выступление      | Лига | Лига | Кубок страны | Кубок страны | Кубок лиги | Кубок лиги | Еврокубки | Еврокубки | Итого | Итого |
| Клуб              | Лига             | Сезон            | Игры | Голы | Игры         | Голы         | Игры       | Голы       | Игры      | Голы      | Игры  | Голы  |
| ----------------- | ---------------- | ---------------- | ---- | ---- | ------------ | ------------ | ---------- | ---------- | --------- | --------- | ----- | ----- |
| Дефенсор Спортинг | Примера          | 2010/11          | 2    | 1    | 0            | 0            | 0          | 0          | 0         | 0         | 2     | 1     |
| Дефенсор Спортинг | Итого            | Итого            | 2    | 1    | 0            | 0            | 0          | 0          | 0         | 0         | 2     | 1     |
| Леганес           | Сегунда          | 2012/13          | 15   | 1    | 0            | 0            | 0          | 0          | 0         | 0         | 15    | 1     |
| Леганес           | Итого            | Итого            | 15   | 1    | 0            | 0            | 0          | 0          | 0         | 0         | 15    | 1     |
| Всего за карьеру  | Всего за карьеру | Всего за карьеру | 17   | 2    | 0            | 0            | 0          | 0          | 0         | 0         | 17    | 2     |